# 列斯诺伊 (普希金诺区)
列斯诺伊（羅馬化：Lesnoy）是俄罗斯莫斯科州的市级镇，属州辖市普希金诺市（城市区），地处莫斯科州北部，位于区行政中心普希金诺及州府莫斯科东北方，西北不远处有市级镇泽列诺格拉茨基。M8公路（霍尔莫戈雷公路）经过该地。
该地2021年人口有8,275人；2010年人口8,569；2002年人口8,761；1989年人口9,296。